# Teenage Mutant Ninja Turtles (1987)
Teenage Mutant Ninja Turtles (dansk titel: Ninjapadderne) er en amerikansk tegnefilmserie i 193 afsnit, der produceredes af Murakami-Wolf-Swenson Film Productions Inc. 1987-1996. 
Tegnefilmserien er som udgangspunkt baseret på Mirage Studios tegneserie Teenage Mutant Ninja Turtles, men der er lavet et stort antal ændringer i forhold til denne i bestræbelserne på at nå en væsentlig yngre målgruppe.
Blandt de mest markante ændringer var, at Shredder blev gjort til hovedfjenden, og at de fire padders bandanaer fik hver deres farve. Begge dele blev beholdt i de senere varianter. Hvad der derimod ikke blev beholdt, var en række nye figurer såsom Shredders partner Krang og deres tumpede håndlangere Bebop og Rocksteady. Ej heller ideen om, at det var Hamato Yoshi, der muterede og blev til paddernes lærermester Splinter, blev beholdt.
Et vigtigt omdrejningspunkt i serien var Krangs kæmpestore rullende fæstning Teknodromen, der for det meste var strandet forskellige ubehagelige steder, så som Jordens kerne og en asteroide i Dimension X. Gentagne forsøg på at få den fri og ført til jordens overflade forpurredes som regel af padderne.
Af særlig interesse for europæere må nævnes 13 afsnit, der gik under fællestitlen Turtles in Europe, og som kom i 1992 skønt produceret et par år før. I de 13 afsnit besøgte padderne forskellige europæiske lande. De var ikke i Danmark men derimod i Norge, hvor de i afsnit 155 Northern Lights Out (Norske nokkefår) kæmpede mod Erik den Røde og hans moderniserede vikinger, der ville oversvømme alverdens havnebyer.
Dele af serien blev fra begyndelsen af 1991 og frem i flere omgange sendt i Danmark på TV 2, først med danske undertekster og senere med dansk tale. 21 udvalgte afsnit fra de første år er desuden udsendt på VHS og DVD med dansk tale men af et andet hold indtalere. 30. august 2008 påbegyndte TV 2 atter udsendelse af serien men denne gang med danske stemmer fra starten af et tredje hold indtalere.
I USA er afsnittene udsendt systematisk på DVD fra den 20. april 2004. Foreløbig er udsendt de første 66 afsnit (sæson 1-3) fordelt på 6 DVD. De følgende afsnit vil blive udsendt i sæt for hver sæson.

## Mirage Studios
Mirage Studios har ikke andel i serien, og man var ikke så begejstret for de mange ændringer, der blev lavet i forhold til tegneserien fra 1984. Men tegnefilmserien blev en stor succes og gjorde padderne verdenskendte.
Fra 2003 og frem producerer Mirage Studios en ny tegnefilmserie med de fire padder: Teenage Mutant Ninja Turtles (2003).

## Tegneserien fra 1988
Med udgangspunkt i serien producerede Archie Comics 1988-1995 en tegneserie. Tegneserien har samme baggrundshistorie og en række figurer tilfælles med tegnefilmserien, og de første historier ligger tæt op ad denne. Men tegneserien gik hurtigt sine egne veje og står i flere tilfælde i direkte modsætning til sit forlæg.

## Bifigurer
(Hovedfigurerne er omtalt i hovedartiklen Teenage Mutant Ninja Turtles)
- Krang, Ondskabsfuldt rumvæsen og Shredders kompagnon. Består stort set ikke af andet end en stor lyserød hjerne med ansigt og to tentakler. Befinder sig normalt i maven på sin robotkrop.
- Bebop, muteret menneskelignende vortesvin og Shredders håndlanger. Stærk men dum.
- Rocksteady, muteret menneskelignende næsehorn og Shredders håndlanger. Ligesom sin makker Bebop stærk men dum.
- General Traag, leder af Krangs stenkrigere og stensoldater (Sone Warriors och Rock Soldiers). Disse er muterede soldaterlignende stenblokke fra Dimension X.
- Burne Thompsom, Aprils chef på Kanal 6. Hader padder.
- Vernon Fenwick, Aprils konkurrent på Kanal 6. Selvglad men en bangebuks.
- Irma, Burnes sekretær og Aprils veninde. En af paddernes venner
- Neutrinoerne (Neutrinos), teenagere fra Dimension X. Venner af padderne.
- Frøen Djengis, Frøen Attila, Rasputin den gale frø og Napoleon Bonafrø, fire muterede menneskelignende frøer fra Florida. Oplært af Shredder men kom på bedre tanker.
- Zack, paddernes største fan. Også kaldet Den femte skildpadde.
- Kurma, lille menneskelignende skildpadde fra planeten Skalrilla.
- Læderfjæs (Leatherhead), muteret menneskelignende alligator. Fjende af frøerne.
- Rottekongen (Rat King), kalder sig rotternes konge og bor i New York Citys kloaker. Vil føre rotterne til sejr over menneskene. Har optrådt både som fjende og ven af padderne.
- Store Louie (Big Louie), mafialeder. Ikke just en af paddernes venner.
- Pinky McFingers mafialeder. Ikke just en af paddernes venner.

## Engelske stemmer
- Cam Clarke – Leonardo, Attila the Frog, Rasputin the Mad Frog
- Barry Gordon – Donatello
- Rob Paulsen – Raphael, HiTech (sæson 9)
- Michael Gough – Raphael (Sæson 10)
- Townsend Coleman – Michaelangelo, Rat King, Usagi Yojimbo
- Peter Renaday – Splinter, Vernon Fenwick (senere afsnit), General Traag, Pinky McFingers, Don Turtelli
- Renae Jacobs – April O'neil
- James Avery – Shredder
- William Martin – Shredder (1994-1996)
- Pat Fraley – Krang, Vernon Fenwick, Burne Thompson, Casey Jones, Baxter Stockman, Slash (senere afsnit), Napoleon Bonafrog, Zak
- Barry Gordon – Bebop
- Cam Clarke – Rocksteady, HiTech (sæson 10), Mung
- Jennifer Darling – Irma
- Bumper Robinson – Carter
- Tony Jay – Lord Dregg
- Jim Cummings – Leatherhead, Genghis Frog
- Peter Cullen – Slash
- Thom Pinto – Dask
- Tress MacNeille – Kala
- Nicholas Omana – Zach
- Tony Pope – Fripp the Polarisoid

## Danske stemmer
De 21 afsnit der er udsendt på VHS og DVD med dansk tale er indtalt af
- Martin Miehe-Renard – Leonardo, Donatello, Shredder, Splinter, Bebop, Burne Thompson m.fl.
- Timm Mehrens – Raphael, Michelangelo, Baxter Stockman, Vernon Fenwick, Rocksteady, Rottekongen m.fl.
- Karin Jagd – April O'neil, Krang, Zach/Zack, Irma, en neutrino m.fl.

Afsnittene der udsendes på TV 2 fra 30. august 2008 er indtalt af
- Sune Svanekiær
- Jens Sætter-Lassen
- Jette Sievertsen
- Allan Hyde
- Michael Elo
- Sebastian Jessen
- Peter Zhelder
- Nis Bank-Mikkelsen
- Trine Glud
- Torben Sekov

## Baggrundshistorie
I Japan fandtes en ninjaklan, Fodklanen. Hamato Yoshi var lærer, men misundtes af eleven Oroku Saki. Saki fik Yoshi uskyldigt anklaget for mordforsøg, så Yoshi måtte flygte til Amerikas Forenede Stater. Han var fattig og måtte leve i kloakkerne i New York City uden andre venner end rotterne. Så en dag kom en dreng gående på gaden med en beholder med fire små skildpadder i. Drengen snublede, og padderne faldt ned i kloakken til Yoshi. I mellemtiden havde Saki overtaget Fodklanen og forvandlet den til en forbryderbande. Han havde også sporet Yoshi til New York, hvor han nu forsøgte at dræbe Yoshi ved at hælde mutagen i kloakken.
Men mutagenet havde en uventet virkning. Enhver, der kom i kontakt med det, tog form efter det dyr, vedkommende sidst havde været i kontakt med. Padderne havde sidst været i kontakt med Yoshi og antog menneskeform, mens Yoshi sidst havde været i kontakt med rotterne og følgelig antog rotteform. Padderne kaldte den forvandlede Yoshi for Splinter, mens han selv gav dem deres navne. Tillige oplærte han dem i ninjitsu velvidende, at verden omkring dem ville være farlig for sådanne sære væsener.
Årene gik, og padderne og Splinter levede i skjul. Men Saki – nu kendt som Shredder – fortsatte sin kriminalitet. Noget som TV-journalisten April o'Neil en dag kom for tæt på – serien begynder!